# Animal Crossing: New Horizons
Animal Crossing: New Horizons (あつまれ どうぶつの森, Atsumare dōbutsu no mori), abrégé ACNH, est un jeu vidéo de simulation de vie développé par Nintendo EPD et édité par Nintendo. Il sortit le 20 mars 2020 sur la console Nintendo Switch. Il s'agit du cinquième opus de la série Animal Crossing, sans compter les jeux dérivés.

## Généralités

### Système de jeu
Le joueur, lorsqu'il commence la partie, peut créer son personnage (il sera plus sous forme humaine qu’animal, comme les autres personnages) puis choisir une île parmi quatre modèles aléatoires qui lui sont proposés ainsi que l'hémisphère de la planète sur lequel il souhaite qu'elle se trouve (ceci n'aura d'effets que sur le rythme des saisons et la faune de l’île). Il arrive ensuite sur cette île déserte, par avion, grâce à la formule Évasion d'une société (fictive) nommée Nook Inc. Il est accompagné de deux animaux, un de personnalité grande-sœur, un de personnalité sportif (choisis aléatoirement dans le répertoire des villageois des jeux précédents), qui se sont eux aussi procuré le forfait Évasion. Comme c'était également le cas dans l'opus précédent, le joueur commence son aventure en habitant une tente, qu'il pourra par la suite faire évoluer en maison s'il fait parvenir une certaine somme de Miles Nook (la nouvelle monnaie basée sur des succès) ou de clochettes à Tom Nook. Il peut toutefois ici choisir lui-même l'emplacement des habitations des deux autres résidents, et par la suite de tous les animaux désirant venir habiter sur son île.
Avec pour seul outil moderne un Nookphone, sorte de téléphone portable présentant plusieurs fonctionnalités (dont un certain nombre pouvant s'obtenir au fil de sa progression), le joueur est donc amené à développer lui-même son île et à tout y construire de A à Z. Le système de jeu reste, tout comme les opus précédents, grandement centré sur l'aspect relationnel de la vie en compagnie d'animaux divers, mais présente tout de même de nombreuses nouveautés au niveau du gameplay, notamment le système de crafting (artisanat).

#### Personnalisation
Avant même de poser un pied sur l'île, le joueur peut personnaliser totalement son avatar : coiffure (huit durant l'étape d'enregistrement, ainsi que huit colorations, mais bien plus au fur et à mesure que l'on avance dans le jeu), yeux (vingt-six possibilités de paires), nez (trois possibilités : un rond, un carré et un triangulaire), bouche (quatre possibilités) et couleur de peau (huit possibilités), qui pourront par ailleurs être modifiés plus tard grâce à un miroir. Ces éléments du visage sont indépendants du genre du personnage, lequel peut, pour la première fois dans la série, être modifié à tout moment là aussi en utilisant un miroir.
Le joueur peut aussi changer de vêtements, qu'il peut obtenir de diverses manières, grâce aux commodes.
En plus de pouvoir personnaliser son avatar, le joueur peut comme d'habitude grandement personnaliser son habitat (avec le retour du système d'aménagement présent dans Animal Crossing: Happy Home Designer). Grande nouveauté dans la série Animal Crossing, il a aussi le contrôle sur son environnement extérieur, et cela va jusqu'à la destruction de falaises et l'arrangement des bords de rivière. Cette fonction est accessible via l'application "Island Designer" (Remod'île en français) qui est disponible sur le Nookphone. L'application Remod'île sert aussi à changer les parterres de son île. Il lui est possible, de la même façon que dans Animal Crossing: New Leaf, de construire des projets tels que des ponts ou des rampes afin de se déplacer plus facilement au sein de son île. D'autres projets pourront être débloqués au fil de la progression du joueur, notamment la boutique des Sœurs Doigts de Fée, le musée, le magasin de Méli & Mélo et des améliorations de bâtiments.

#### Artisanat et décorations
Dès son arrivée, le joueur explore l'île et recueille différentes ressources (branches, pierres, mauvaises herbes, etc.) qu'il pourra utiliser pour fabriquer des outils.
Ces outils lui permettent à leur tour d'amasser différents matériaux (bois, pépite de fer, argile, etc.) et, à l'aide de l'établi mis à disposition par Tom Nook, de fabriquer des objets ou des meubles pour décorer l'île ou sa maison et améliorer sa qualité de vie. Animal Crossing: New Horizons permet en effet au joueur de placer des objets à l'extérieur de sa demeure (tout comme cela était possible dans Animal Crossing: Happy Home Designer), sur toute l'île, afin d'en personnaliser l'apparence complète.

#### Activités
Le joueur peut s'adonner à de nombreuses activités de loisirs comme le jardinage, la pêche, depuis la berge ou en plongeant, ou la chasse aux insectes (et pourra ensuite exposer ses prises dans le musée) ou la récupération de fossiles, disséminés sur l'île. Le joueur peut également déterrer des palourdes japonaises dans le sable pour ensuite les utiliser comme appâts lors de la pêche. Beaucoup d'insectes ou de poissons peuvent être capturés.
Il peut interagir avec les villageois qui s'établiront sur l'île au fur et à mesure qu'elle se développe. Les créateurs du jeu ont d'ailleurs spécifié que les villageois avec qui le joueur se liera d'amitié pourront l'aider en lui fournissant des plans pour fabriquer de nouveaux objets. Il est également possible d'entretenir une correspondance par lettre avec les résidents de son île grâce à un service de poste, accessible au sein du petit aéroport de Dodo Airlines.
De nouveaux outils font leur apparition dans Animal Crossing: New Horizons, notamment la perche qui permet de traverser la rivière aisément, faute de pont pour y parvenir (en plus de l'ajout de la possibilité de sauter d'une rive à l'autre lorsque l'espace qui les sépare est faible). On notera également la truelle, associée au système de l'application Island Designer (Remod'île en français) installée sur le Nookphone, qui a pour fonction de tracer des chemins à même le sol. Le joueur est ainsi capable de créer des zones délimitées et surtout des chemins de brique, de sable, de pierre ou encore de terre. Cette application permet également de créer de nouveaux cours d'eau ou de nouveaux reliefs sur l’île.
Il existe aussi un outil : l'échelle. Elle permet au joueur de grimper aux falaises et comme la perche le joueur ne pourra jamais la casser.
Une autre nouveauté a une place importante dans le jeu : les Miles Nook, une monnaie différente sous forme de tickets qui peuvent s'obtenir en remplissant des objectifs divers et variés (très nombreux, déblocables au fur et à mesure de la progression et accessibles via le Nookphone). Ces Miles Nook peuvent être échangés contre de nombreuses récompenses : des applications pour le Nookphone (par exemple, la possibilité de créer des motifs comme dans Animal Crossing: New Leaf), des cartes d'artisanat ou même de nouvelles coiffures… Mais surtout, elles permettent au joueur de s'offrir une courte excursion vers une autre île inhabitée, aléatoire, sur laquelle il lui est possible de collecter de nouvelles ressources, et éventuellement de rencontrer d'autres animaux.
Il est aussi possible de transporter des arbres et de casser des pierres grâce à la pelle en mangeant des fruits.
Depuis l'importante mise à jour apportée par Nintendo début novembre 2021, il est possible pour le joueur de cuisiner des plats et de cultiver son potager. Il est possible de se rendre auprès d'un personnage, Racine la jardinière, pour lui acheter des graines et ainsi cultiver des tomates, du blé ou bien de la canne à sucre. Les fruits et légumes récoltés permettent au joueur de gagner de l'argent, mais aussi de faire des soupes, du pain, des sandwichs... Cependant, le personnage n'a toujours pas besoin de se nourrir, ce qui fait alors de la réalisation de plats un simple élément décoratif.

### Mode multijoueur
Animal Crossing: New Horizons permet au joueur de visiter l'île d'autres joueurs avec le service Nintendo Online et par le truchement d'une connexion Internet ou d'une connexion locale (LAN), comme c'est le cas dans la série depuis Animal Crossing: Wild World. Ce mode permettra jusqu'à 8 joueurs de visiter l'île d'un autre joueur.
Par ailleurs, pour la première fois dans cette série, il est possible de jouer en mode multijoueur coopératif sur la même console. En effet, il est possible de jouer jusqu'à 4 joueurs simultanément sur le même écran. La caméra suit un joueur "leader" et, lorsque les joueurs invités n’apparaissent plus à l’écran, ils sont téléportés près de ce joueur principal. Le statut de "leader" peut être transmis rapidement à l'un des trois autres joueurs en secouant sa manette.
Il est toujours possible de nommer des joueurs "meilleurs amis", un statut qui les distinguera de celui de simple "ami", mais cela aura plus d'importance. En effet, il est possible de n'autoriser que les "meilleurs amis" à utiliser certains outils tels que la hache ou la pelle. Cette mesure a vraisemblablement pour but d'éviter toute dégradation de son île par un autre joueur potentiellement malveillant.
Il existe aussi des "treasure island", des îles truquées où on peut y accéder avec un Dodo Code. Sur ces Îles, on peut trouver toutes sortes d'objets, clochettes, navets... Y accéder est déconseillée car le but de ce jeu est de s'amuser en arrivant sur une île avec 0 aide... 

### Personnages
Plusieurs personnages des précédents opus font leur retour dans ce jeu dont Tom Nook, Méli, Mélo, Marie, ou encore Sarah. Par ailleurs, les courtes présentations vidéos du jeu diffusées en 2019 par Nintendo laissent présager que la plupart des villageois présents dans Animal Crossing: New Leaf seraient de retour pour cette nouvelle version. Il a par la suite été confirmé que quelques nouveaux autres sont également de la partie.
De plus, le Nintendo Direct du 20 février 2020 montre de nouveaux personnages spéciaux, comme les deux dodos Morris et Rodrigue, qui s’occupent des trajets d’une île à l'autre à l’aéroport.
Les personnages spéciaux que vous connaissez tous ont pourtant des rôles différents dans cet opus. Céleste ne travaille plus au musée, mais se balade sur l’île les soirs de pluie d’étoiles filantes. Elle vous expliquera comment faire un vœu, et offrira des plans de bricolage de la série “étoile”. Follet, lui, apparaît de façon aléatoire et seulement la nuit (pendant un temps durant entre 0h00 et 4h00). Vous devrez l’aider à retrouver les fragments de son esprit qui seront dispersés sur l’île. En échange, il vous proposera soit un objet que vous ne possédez pas encore, soit un “objet cher”. Gulliver est également présent. On le retrouve évanoui sur la plage à n’importe quelle heure de la journée. Vous devrez récupérer les circuits de son émetteur et les lui rapporter. Vous recevrez dans votre boîte au lettre une enveloppe contenant un objet ou un monument célèbre (comme la pyramide de Khéops).
Gullivarrr est un nouveau personnage, semblable à Gulliver mais habillé d’une tenue rouge de pirate. On le retrouve lui aussi évanoui sur la plage, et il faudra récupérer son émetteur tombé au fond de l’océan. En remerciement, vous recevrez là aussi dans votre boîte au lettre une récompense de la série “pirate”. Vous pourrez aussi faire la connaissance de Pascal, une loutre que l’on rencontre après avoir remonté un pétoncle de la mer. Si vous lui offrez votre trouvaille, Pascal vous donnera en échange un plan de la série “sirène” ou une perle utile à la réalisation de la plupart des plans de cette série. Pollux et Djason sont désormais les personnages qui animent respectivement le tournoi de pêche et l’insectosafari. Ces événements se déroulent sur la place du Bureau des résidents, mais ces deux personnages peuvent aussi vous rendre visite en dehors des événements. Il faut savoir qu’ils vous achètent les poissons ou insectes, selon le cas, au double du prix proposé par Méli et Mélo.
Enfin, se trouvent aussi sur la place, une fois par semaine, des vendeurs indépendants. Racine est de retour dans cet opus, pour vendre des fleurs, des arbustes de saison ou racheter vos mauvaises herbes à 2 fois le prix de la Boutique Nook. Les articles proposés seront différents de ceux disponibles ce jour-là dans la Boutique Nook. On retrouve également Blaise, qui propose des chaussures, des chaussettes mais aussi des sacs. Et enfin Tiquette, qui dans cet opus a repris son nom d’origine pour laisser le nom de Maria à sa marque de prêt-à-porter. Si vous allez la voir, elle vous proposera de participer à un concours de mode. Elle vous offrira un vêtement qui vous servira de base pour confectionner une tenue suivant le thème proposé. Si votre tenue lui convient, elle vous offrira un ticket couture d’une valeur de 3 000 clochettes, valable dans la boutique de ses sœurs et un vêtement de sa création.
En ce qui concerne la vendeuse de navets présente le dimanche, ce n’est maintenant plus Porcella mais Porcelette, sa petite fille.

### Fonctionnalités techniques
Animal Crossing: New Horizons est le premier opus de la série à proposer une sauvegarde automatique. Il est néanmoins toujours possible de faire l'opération manuellement via le bouton - du joy-con gauche.
Un service qui sera disponible en mars 2020 a par ailleurs été développé parallèlement au jeu sur l'application pour smartphone Nintendo Switch, comme cela avait déjà été le cas pour Splatoon 2 et Super Smash Bros. Ultimate. Elle permet notamment de communiquer plus facilement en mode multijoueur via l'utilisation d'un clavier (celui d'un téléphone portable étant plus simple d'utilisation que celui de la console de jeu) ou même d'un tchat vocal depuis l'application, connectée au jeu. Il y est également possible de gérer les joueurs enregistrés comme "meilleurs amis", mais aussi de scanner les QR codes de motifs créés dans d'autres opus de la série Animal Crossing afin de les réutiliser en jeu.

## Développement
Le 14 septembre 2018, le dernier segment de la présentation vidéo Nintendo Direct montre Marie, affairée à son poste d'assistante à l'hôtel de ville, ouvrant une lettre l'invitant à se joindre au tournoi de combat Super Smash Bros. Ultimate. Cette annonce est suivie par le dévoilement d'une suite à Animal Crossing: New Leaf pour la Nintendo Switch dont la sortie devait avoir lieu en 2019.
Le 11 juin 2019, à l'occasion de la présentation Nintendo Direct consacrée à l'E3 2019, de premières informations sont dévoilées sur Animal Crossing: New Horizons, dont son titre et l'échéance pour sa parution maintenant repoussée au 20 mars 2020. Des images de jeu sont également diffusées où l'accent est mis sur la thématique tropicale de l'environnement insulaire ainsi que sur les nouvelles mécaniques d'artisanat,.
Le 20 février 2020, un nouveau Nintendo Direct de vingt-sept minutes a été diffusé en live sur la chaîne YouTube de Nintendo. On y découvre beaucoup de nouveaux éléments concernant la version finale du jeu.
Le 26 mars 2020, un Nintendo Direct Mini dévoile de nouvelles informations sur le jeu. Ce dernier présente quelques images de la fête des œufs devant se tenir le mois suivant.
Le 21 avril 2020, Nintendo publie une nouvelle vidéo présentant les nouveautés d'une future mise à jour devant se tenir le 23 avril 2020. En plus d'annoncer les événements se tenant d'avril à juin 2020, cette vidéo présente les nouveaux personnages rejoignant le jeu : Racine vendant des graines et pousses d'arbres et Rounard vendant des œuvres d'art et objets de valeur. Le premier personnage annonce l'ajout d'arbustes au jeu tandis que le second annonce l'extension du musée avec l'ouverture d'une galerie d'art.
Le 3 juillet 2020, une mise à jour estivale a permis aux joueurs de pouvoir enfiler une combinaison de plongée afin de se baigner dans l’océan et récupérer des créatures marines. D'autres particularités secondaires ont aussi été ajoutées.
Le 30 juillet 2020, la deuxième mise à jour estivale a introduit les feux d’artifice et d’autres particularités secondaires.
Le 28 janvier 2021, nouvelle mise à jour qui introduit le carnaval. D'autres particularités secondaires ont également été ajoutées.
Le 25 février 2021, une mise à jour à l'occasion du 35e anniversaire de la licence Super Mario ajoute de nombreux meubles dans le jeu, dont une grande nouveauté pour la licence : la possibilité pour le joueur de se téléporter d'un endroit à l'autre grâce aux célèbres tuyaux verts de la licence Super Mario.
Le 18 mars 2021 paraît une mise à jour à l'occasion du retour de la collaboration entre Nintendo et Sanrio, qui signe le retour des cartes Amiibo à l'effigie des personnages emblématiques de Sanrio.
Le 5 novembre 2021, une grosse nouvelle mise à jour sort sur le jeu, qui comprend le retour de plusieurs personnages (Amiral, Robusto, Ginette, Astrid…), une île commerçante, des nouveaux habitants, un café au musée, des nouveaux meubles, nouvelles fonctionnalités à la borne de fidélité Miles Nook, le bateau d’Amiral qui nous emmène sur des îles mystérieuses ou encore la possibilité de planter et cuisiner des légumes. Il est d'ailleurs annoncé que cela sera la dernière mise à jour majeure gratuite du jeu.
Également le même jour, sort un contenu téléchargeable (DLC) payant intitulé Animal Crossing: Happy Home Paradise. On y retrouve le personnage de Lou qui emmène le joueur sur une grande île paradisiaque où l’on a la possibilité de construire des maisons, bâtiments pour des vacanciers en compagnie des autres employés : Gratien et Mantin. Ce DLC est beaucoup comparé au jeu Animal Crossing: Happy Home Designer sorti sur Nintendo 3DS en 2015.

## Accueil

### Critiques
Animal Crossing: New Horizons reçoit des critiques élogieuses de la presse spécialisée. Il obtient un score de 90 % sur la base de 111 critiques sur Metacritic.

### Ventes
Animal Crossing: New Horizons réalise un lancement fulgurant. D'abord, au Japon, le jeu s'est vendu à 1,88 million d'exemplaires en trois jours, sans comptabiliser les ventes dématérialisées. Il s'agit alors du meilleur démarrage d'un jeu sur Nintendo Switch. Il s'est également vendu à 2,68 millions d'exemplaires physiques au Japon lors des 10 derniers jours de mars. Fin avril, il devient le jeu le plus vendu au format physique du pays sur Nintendo Switch. Ensuite, aux États-Unis, le jeu effectue le troisième meilleur lancement d'un jeu Nintendo sur le territoire américain. Nintendo annonce également avoir écoulé 11,77 millions de copies à travers le monde en 12 jours, ainsi que 13,41 millions d'exemplaires du jeu en 6 semaines. En dépassant les 12,55 millions d’exemplaires vendus du jeu précédent depuis sa sortie, New Leaf, il devient le jeu le plus vendu de la franchise.
Au 30 juin 2020, Nintendo a écoulé un total de 22,4 millions de copies dans le monde, dont près de la moitié des ventes correspond à une version dématérialisée, faisant ainsi d'Animal Crossing: New Horizons le second jeu le plus vendu sur Nintendo Switch, juste après Mario Kart 8 Deluxe. L'entreprise annonce, par ailleurs, que le nombre de personnes jouant sur Nintendo Switch a été accru grâce à ce jeu durant le premier trimestre fiscal de 2020, d'avril à juin 2020, en notant que plus de la moitié des nouveaux possesseurs d'une Nintendo Switch ont joué à Animal Crossing: New Horizons le premier jour d'utilisation de leur console.
Il s'agit du jeu le plus vendu en France en 2020.
Au 31 mars 2021, le jeu s'est écoulé à plus de 32,63 millions d'exemplaires dans le monde. Selon GamesIndustry, New Horizons établit un record en devenant le titre Nintendo le plus vendu en une seule année (2020) en Europe. Le site rapporte que sept millions de copies (physiques et numériques) ont été distribuées en zone Europe, ce qui représente environ un tiers des possesseurs de la Switch dans cette région.
Au 30 septembre 2022, les ventes japonaises atteignent 10,45 millions, permettant au jeu de devenir le jeu le plus vendu du pays devant Pokémon Vert, Rouge et Bleu.

### Distinction
Dans un classement dressé en décembre 2023, la rédaction de Game Informer positionne le jeu au 6e rang des dix meilleurs jeux sortis sur Nintendo Switch.

## Postérité
Une adaptation en manga par Runba Kokonasu est publiée depuis 2020 dans le magazine CoroCoro Comic de Shōgakukan. La version française sera publiée par Soleil.